# (182397) 2001 QW297
(182397) 2001 QW297 est un objet transneptunien en résonance 4:9 avec Neptune.